# 聖域 (軍事)
軍事における聖域（せいいき、英: bastion）とは、敵の侵入が極めて困難な味方の安全が強固に保たれた領域のこと。その領域の安全が戦力によって確保されることのみではなく、地形や政治の制約により味方が守られることによっても聖域は生じる。

## 海軍戦略の聖域
海軍戦略における聖域とは、友軍の海軍部隊が安全に活動できるよう堅固に防備された海域のこと。典型的には、そうした海域は友好国の海岸線によって部分的に閉ざされ、機雷による防護、センサーによる監視、さらに水上艦艇、潜水艦、哨戒機によって厳重な哨戒が実施されている。

### ソ連およびロシアにおける聖域戦略
冷戦期を通じて、ソビエト海軍の弾道ミサイル潜水艦部隊にとって、聖域戦略は重要な戦略となっていた。北方艦隊によってバレンツ海が、太平洋艦隊によってオホーツク海がそれぞれ聖域化された。両方の海域は今日のロシア海軍にとっても重要であり続けている。
ソビエト連邦およびロシア連邦は、大洋に対して限定的な経路しかもっていない。北方は一年の大半を通じて氷に閉ざされ、大西洋へのアクセスには北大西洋条約機構（NATO）によるGIUKギャップを通過しなければならず、東方もまた氷に閉ざされ、アラスカもしくは日本沿岸へひどく接近することなしには太平洋へ到達できない。南方ではボスポラス海峡およびダーダネルス海峡の両海峡を通過しなければならず、次いでジブラルタル海峡またはスエズ運河のいずれかを通過しなければならない。
本来、ソビエト海軍はNATO諸国の海軍と大洋の制海権を直接的に競い合うことを目指していた。しかしながら、冷戦の進行につれて明らかになったのは、大洋、特に深海における踵を接した戦いにソビエトが勝利を収めることは出来ないと言うことであり、1980年代にジョン・ウォーカーのスパイ網を通じてもたらされた情報によれば、とりわけソ連の弾道ミサイル潜水艦が核攻撃任務を完遂できる見通しが乏しいということであった。自らの脆弱さを自覚し、ソビエトは二つのアプローチを採った。一方では、旧式で大きな騒音を発する上に信頼性に欠け搭載する弾道ミサイルの射程も短い、第2世代の弾道ミサイル潜水艦を可能な限りアメリカ本土近くに展開させた。それらのなかには、1986年10月3日にバミューダ沖で致命的な爆発・炎上事故を起こした末に沈没したヤンキー級原子力潜水艦《K-219》も含まれる。他方では、ウォーカー・スパイ網などを通じて西側からもたらされた情報をもとに、劇的に性能を向上せしめた潜水艦、例えばアクラ級原子力潜水艦や、いっそう精度が高く長射程のミサイルを装備した生残性の高いタイフーン級弾道ミサイル原子力潜水艦などを建造し、これら第3世代型の潜水艦を母国の近傍にとどめ、北極海の氷冠の近傍もしくはその下でのみ哨戒活動にあたらせた。そうした聖域を防護するため、ソ連は多数のソヴレメンヌイ級駆逐艦やウダロイ級駆逐艦を建造し、それらの主要な任務を聖域に侵入しようとする西側原潜に対する対潜障壁および前哨哨戒とした。
対するアメリカ海軍はかかる聖域へ侵攻する訓練を重ねた。そうした試みのひとつの結果が、1993年3月20日に起きたスタージョン級原子力潜水艦《グレイリング》とデルタ級原子力潜水艦《K-407》との衝突事故であった。この事故は偶然のものではあったが、潜在的にはきわめて危うい性質のものであった。とはいえ、この事件が示したのは、アメリカ海軍の攻撃型潜水艦が自らのめざす標的を仕留めることが出来るということであった。また、シーウルフ級原子力潜水艦は、既存のソ連海軍潜水艦を上回る性能を有し、聖域への積極的侵攻も可能な超高性能艦として冷戦末期に計画・建造されている。

### 中国海軍における聖域戦略
いくつかの兆候によれば、中国人民解放軍海軍もまた聖域という概念に適応しつつあり、成長途上の弾道ミサイル潜水艦隊のために渤海を要塞化しようとしている。

### アメリカ海軍における聖域戦略
地形により設定された聖域（例えばパナマ運河）ではなく、海軍部隊によって設定された聖域という意味では、アメリカが聖域戦略を明確に用いたことはない。

## 陸上での聖域
陸上における聖域とは、安全な後背地を指す事が多い。

### 事例
- 朝鮮戦争の中国人民志願軍参戦後において、人民志願軍機の出撃基地があった中国領。形式上は中華人民共和国と戦争状態になく、国連軍機は中朝国境を越えて追撃しなかった。国連軍参加国は、戦争のさらなる拡大という選択をとることはなかった。
- ベトナム戦争北爆初期において、政治的要因でアメリカ軍による爆撃の対象から外された北ベトナムの諸地点。ソ連軍事顧問団の存在が懸念されていたため、北ベトナム空軍の基地への攻撃も禁止された。
- マリ北部紛争 (2012年)のイフォガスの戦い以前において、イスラム過激派の武装勢力が潜伏したイフォガス山地。